# Jakub Rutnicki

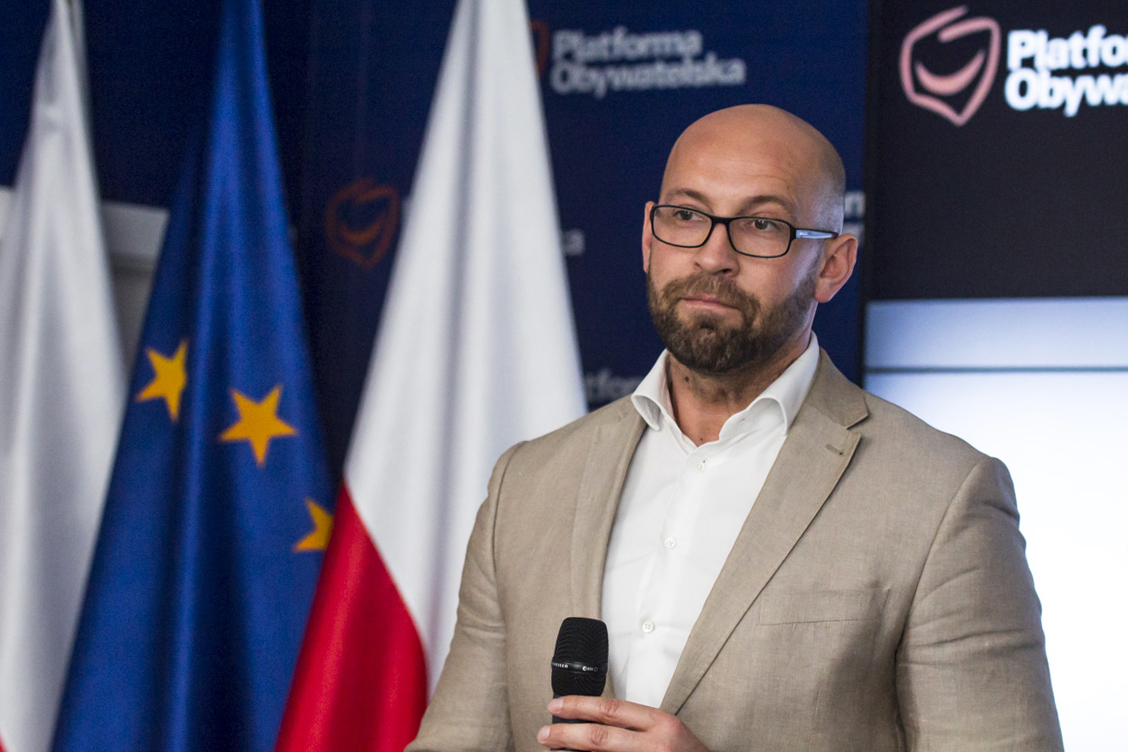
Jakub Rutnicki (2014)

Jakub Adam Rutnicki (* 3. Dezember 1978 in Szamotuły) ist ein polnischer Politiker der Platforma Obywatelska (Bürgerplattform) und seit dem 24. Juli 2025 Minister für Sport und Tourismus im Kabinett Tusk III.
Jakub Rutnicki ist Absolvent der Adam-Mickiewicz-Universität Posen für Politologie. 2002 trat er in die Platforma Obywatelska ein. Im selben Jahr wurde Rutnicki Mitglied des Kreisrates des Powiats Szamotulski und blieb es bis 2005. Bei den Wahlen 2005 konnte er mit 3.182 Stimmen ein Mandat für den Sejm erlangen. Bei den vorgezogenen Wahlen 2007 zog er mit 18.590 Stimmen erneut ins Parlament ein.
Jakub Rutnicki nahm an der 1. Ausgabe der polnischen Fernsehtalentshow Idol teil.